# Scorpion (komiks)

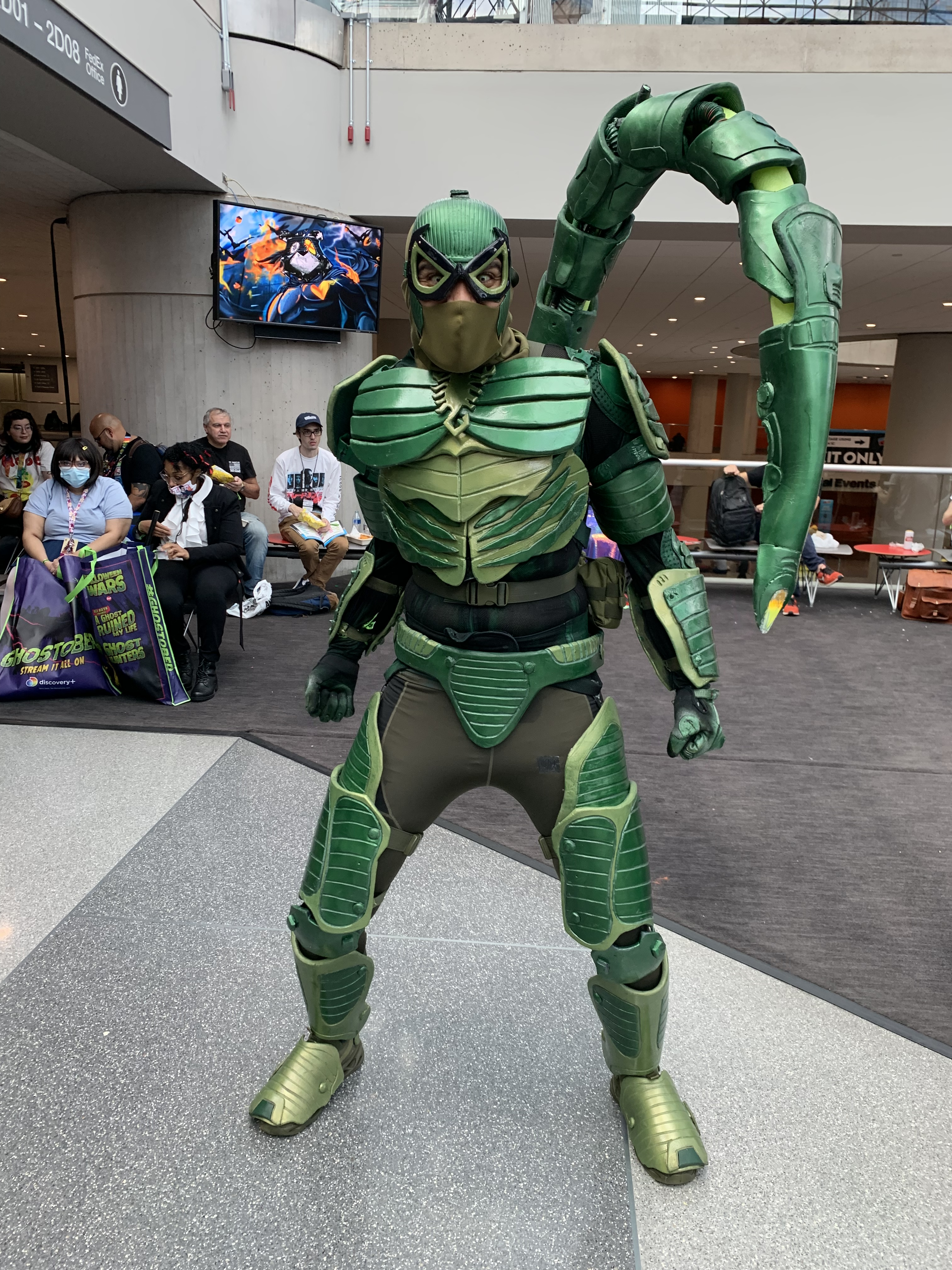
Cosplay postavy Škorpión, New York, Comic-Con 2021

Škorpion je fiktivní komiksová postava; vystupuje v komiksu Spider-Man.
Škorpion je Spider-Manův záludný zelený nepřítel. Není to ale opravdový padouch, jako například Green Goblin, ale spíše se pokouší získat peníze na to, aby se stal opět normálním člověkem a aby se dostal ze své zelené uniformy s ocasem, kterou nemůže sundat. Jeho pravé jméno je McGargan a byl J. Jamesonem zavlečen do pokusu na zlikvidování Spider-Mana. Teď je uvězněn ve své uniformě se svou škorpióní podobou.